# Mimoň IV
Mimoň IV je jedna z osmi částí města Mimoň v okrese Česká Lípa. Nachází se v jeho severní části na pravém břehu Ploučnice a na západním okraji města.

## Části Mimoně IV
Tvoří ji základní sídelní jednotky
- Letná (oblast v klínu soutoku Ploučnice a Panenského potoka, zahrnující sídliště s garážovým komplexem, zahrádkářské osady, městské muzeum v budově někdejšího špitálu z roku 1679, areál Božího hrobu s kaplí z let 1665–1668 a průmyslový areál mezi Žitavskou a Pertoltickou ulicí)
- Mimoň-střed díl 2 (severně od centra, zahrnuje např. autobusové nádraží a Kozinovo náměstí)
- Bohatická strana (převážně neobydlené území na severní a západní straně města, západně od Panenského potoka a severně a západně od Slovan)

## Obyvatelstvo
| Rok    | Obyv. | ± %     |
| ------ | ----- | ------- |
| 1980   | 1 283 | —       |
| 1991   | 1 058 | −17,5 % |
| 2001   | 1 403 | +32,6 % |
| 2011   | 1 334 | −4,9 %  |
| 2021   | 1 232 | −7,6 %  |
| Zdroj: |       |         |

## Další souhrnné údaje
Je zde evidováno 240 adres a 13 ulic (příklady: Českolipská, Kozinovo náměstí, Letná, Pertoltická). Trvale zde žije 1403 obyvatel. PSČ je 47124.
Mimoň IV leží v katastrálním území Mimoň o výměře 13,47 km2.

## Sídliště Letná
Sídliště Letná bylo postaveno na vrchu s původním názvem Töpferberg (Hrnčířský vrch) na místě někdejších polí po roce 1952 pro důstojníky mimoňského útvaru letectva z nedalekého letiště v Hradčanech. K cihlovým činžovním domům byla přistavěna kotelna pro dálkové vytápení domů, obchod a roku 1960 byla dostavěna osmiletá základní škola na Letné.
Později bylo sídliště rozšířeno pro civilní zaměstnance Vojenských lesů a statků a také pro zdejší podnik MITOP.
V roce 1968 byla postavena montovaná stavba desetileté základní školy pro děti důstojníků sovětské okupační armády vojenského prostoru Ralsko. Po jejich odchodu se do budovy roku 1990 nastěhovalo nově zřízené mimoňské gymnázium.

## Pamětihodnosti

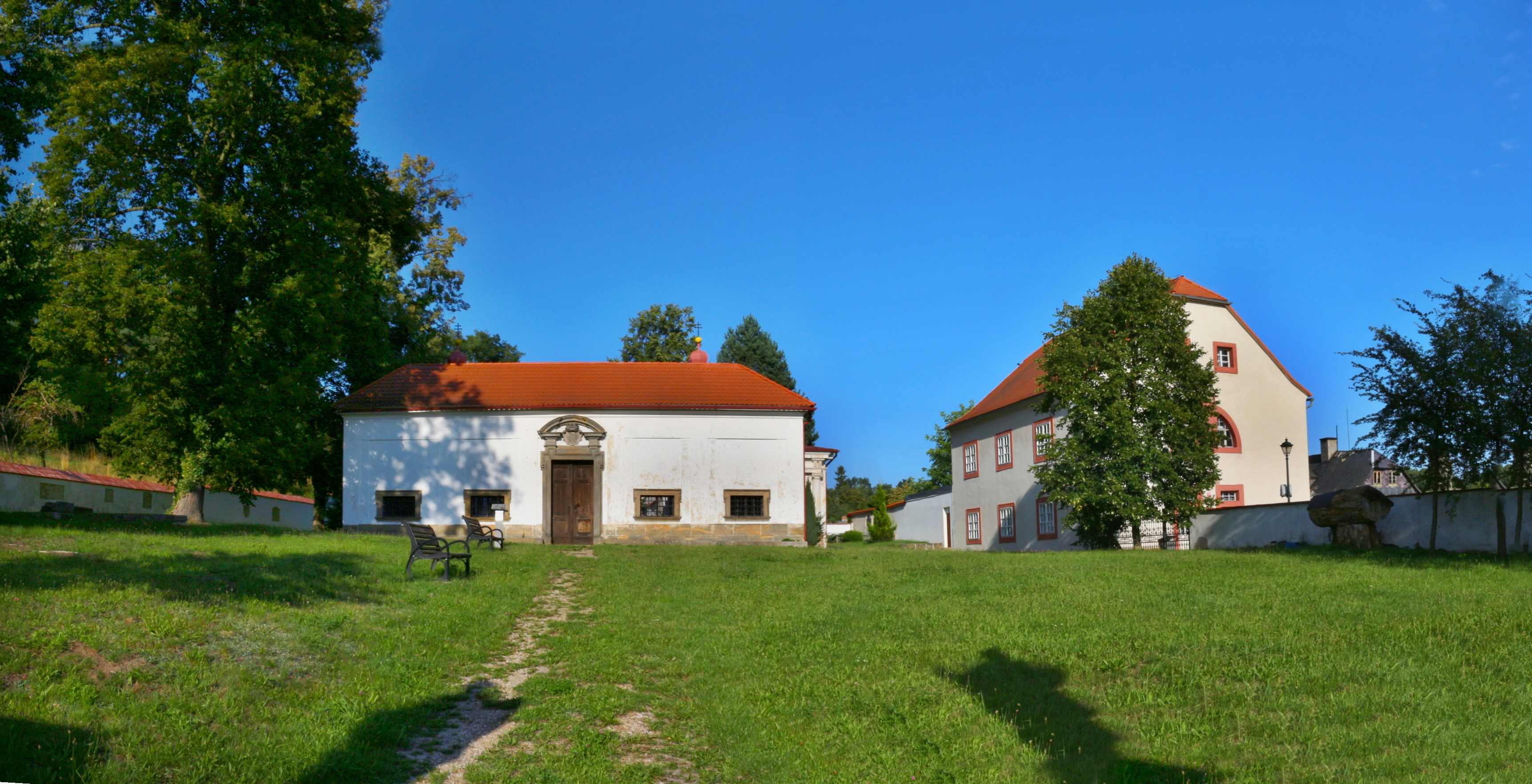
Kaple Božího hrobu a bývalý špitál (dnes Městské muzeum Mimoň)

- Poutní areál s barokní kaplí Božího hrobu z let 1665–1668 vybydovaný majitelem mimoňského panství Janem Putzem z Adlersthurnu.
- Vedle vstupní brány do areálu je památník vojákům padlým v prusko-rakouské válce
- Barokní špitál z roku 1679, dnes sídlo Městského muzea Mimoň